# Руденко, Михаил Климович
Михаил Климович Руденко (1898—1980) — красноармеец Рабоче-крестьянской Красной Армии, участник Великой Отечественной войны, Герой Советского Союза (1944).

## Биография
Михаил Руденко родился 1 сентября 1898 года в селе Селище Каневского уезда Киевской губернии Российской империи. После окончания трёх классов школы работал в сельском хозяйстве. В 1944 году Руденко был призван на службу в Рабоче-крестьянскую Красную Армию. С того же года — на фронтах Великой Отечественной войны, воевал стрелком 933-го стрелкового полка 254-й стрелковой дивизии 52-й армии 2-го Украинского фронта. Отличился во время форсирования Прута.
В ночь с 1 на 2 апреля в составе своего батальона Руденко получил боевую задачу штурмом взять высоту. Вместе с шестью товарищами он скрытно проник на высоту и уничтожил несколько вражеских артиллерийских расчётов, а затем успешно сражался с противником до подхода основных сил. В тех боях Руденко лично уничтожил большое количество солдат и офицеров противника, ещё 11 сдались в плен.
Указом Президиума Верховного Совета СССР от 13 сентября 1944 года за «мужество, отвагу и героизм, проявленные в борьбе с немецкими захватчиками», красноармеец Михаил Руденко был удостоен высокого звания Героя Советского Союза с вручением ордена Ленина и медали «Золотая Звезда» за номером 4669.
После окончания войны Руденко был демобилизован. Проживал и работал в селе Переможинцы Корсунь-Шевченковского района. Скончался 25 февраля 1980 года.
Был награждён двумя орденами Ленина и рядом медалей.